# Pajtim Kasami
Pajtim Kasami (ur. 2 czerwca 1992 w Andelfingen) – szwajcarski piłkarz albańskiego pochodzenia grający na pozycji pomocnika. Były reprezentant reprezentacji Szwajcarii.

## Życiorys

### Kariera klubowa
Pajtim Kasami jest wychowankiem drużyny FC Winterthur. Grał także w juniorskich drużynach: Grasshopper Club Zürich, Liverpool F.C. i S.S. Lazio. W drugiej części sezonu 2009/2010 podpisał kontrakt z Bellinzoną. W Swiss Super League rozegrał w barwach tego klubu 10 meczów i strzelił 2 bramki. 7 czerwca 2010 podpisał pięcioletni kontrakt z US Palermo z Serie A. We włoskim zespole zadebiutował w eliminacyjnym spotkaniu do Ligi Europy przeciw Mariborowi. 25 lipca 2011 przeniósł się do Fulham F.C. (kwota odstępnego 1,60 mln euro), z angielskim klubem związał się czteroletnim kontraktem, skąd wypożyczony był do FC Luzern (2013). W latach 2014–2017 występował w greckiej drużynie Olympiakos SFP z Superleague Ellada (kwota odstępnego 5,00 mln euro), skąd wypożyczony był do Nottingham Forest F.C. z Football League Championship. 
31 sierpnia 2017 podpisał kontrakt ze szwajcarskim klubem FC Sion. 20 marca 2020 dostał wypowiedzenie umowy ze skutkiem natychmiastowym wraz z ośmioma innymi piłkarzami: Alexem Songiem, Ermirem Lenjani, Mickaëlem Facchinetti, Biramą Ndoye, Xavierem Kouassi, Johanem Djourou, Seydou Doumbia i Christianem Zockiem.    

### Kariera reprezentacyjna
Był reprezentantem Szwajcarii w kategoriach: U-15, U-16, U-17, U-18, U-21 i U-23. Z drużyną do lat 17 wywalczył w 2009 roku Mistrzostwo Świata, pokonując w finale turnieju rozgrywanego w Nigerii gospodarzy 1:0.
W seniorskiej reprezentacji Szwajcarii zadebiutował 15 października 2013 na stadionie Stade de Suisse Wankdorf (Berno, Szwajcaria) podczas eliminacji do Mistrzostw Świata 2014 w wygranym 1:0 meczu przeciwko reprezentacji Słowenii.

## Sukcesy

### Reprezentacyjne
Szwajcaria U-17
- Zwycięzca Mistrzostw Świata do lat 17: 2009